# آن سفرکرده
آن سفر کرده فیلمی به کارگردانی احمد نیک‌آذر و نویسندگی مجید قاری‌زاده ساختهٔ سال ۱۳۶۳ است.

## بازیگران
- حسین کسبیان
- فردوس کاویانی
- محمدتقی کهنمویی
- سیاوش طهمورث
- احمد عباسقلی
- محسن صادقی‌نسب
- بهرام علیان
- شکوفه کوثری
- مهرداد دانش‌پور
- حمید دلشکیب
- منوچهر بهروج
- عطاءالله مرادی